# Leninskij (nowoleninskoje sielskoje posielenije)
Leninskij (ros. Ленинский) – chutor w Rosji, w Kraju Krasnodarskim, w rejonie timaszowskim. W 2021 liczył 1987 mieszkańców.